# Palais Albizi
Le Palais Albizi (en italien :  Palazzo Albizi) qui se trouve au numero 12 du Borgo degli Albizi, dans le centre historique  de  Florence, est un édifice de style florentin du XIVe siècle.

## Histoire
Le nom du palais est issu de celui des propriétaires la famille Albizzi (XIVe siècle)
La famille des Albizzi possedait de nombreux édifices dans le centre de Florence, concentrés surtout sur la route qui prend leur (Borgo degli Albizzi). 
Le chef de la famille Rinaldo degli Albizzi a été exilé pour son opposition politique à Cosme de Médicis (1434), néanmoins une partie de la famille, groupée autour de Luca degli Albizzi partisan de Cosme a été graciée et put rester en ville.
Au cours de la première moitié du Seicento, Luca di Girolamo degli Albizzi fait restructurer le palais par l'architecte Gherardo Silvani.

## Architecture
L'édifice massif est caractérisé par sa façade de laquelle émergent les éléments architecturaux en pierre : le portail, les corniches des fenêtres et les corniches marcapiano.
Sur la façade se trouve le blason héraldique de la famille avec deux anneaux d'or concentriques sous la croix de l'Ordre Teutonique.

## Images

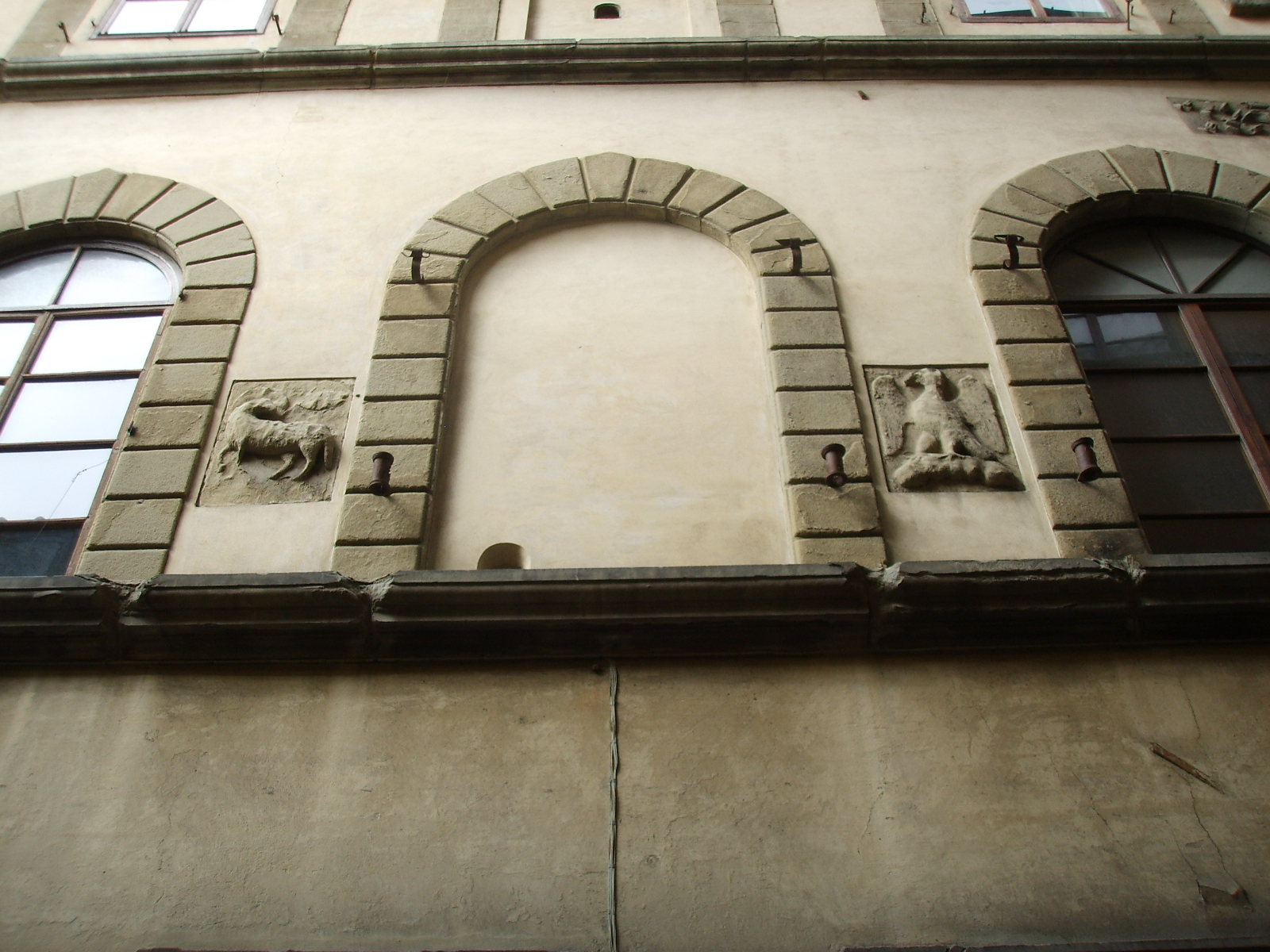
Blasons de l'Arte della Lana e Calimala.
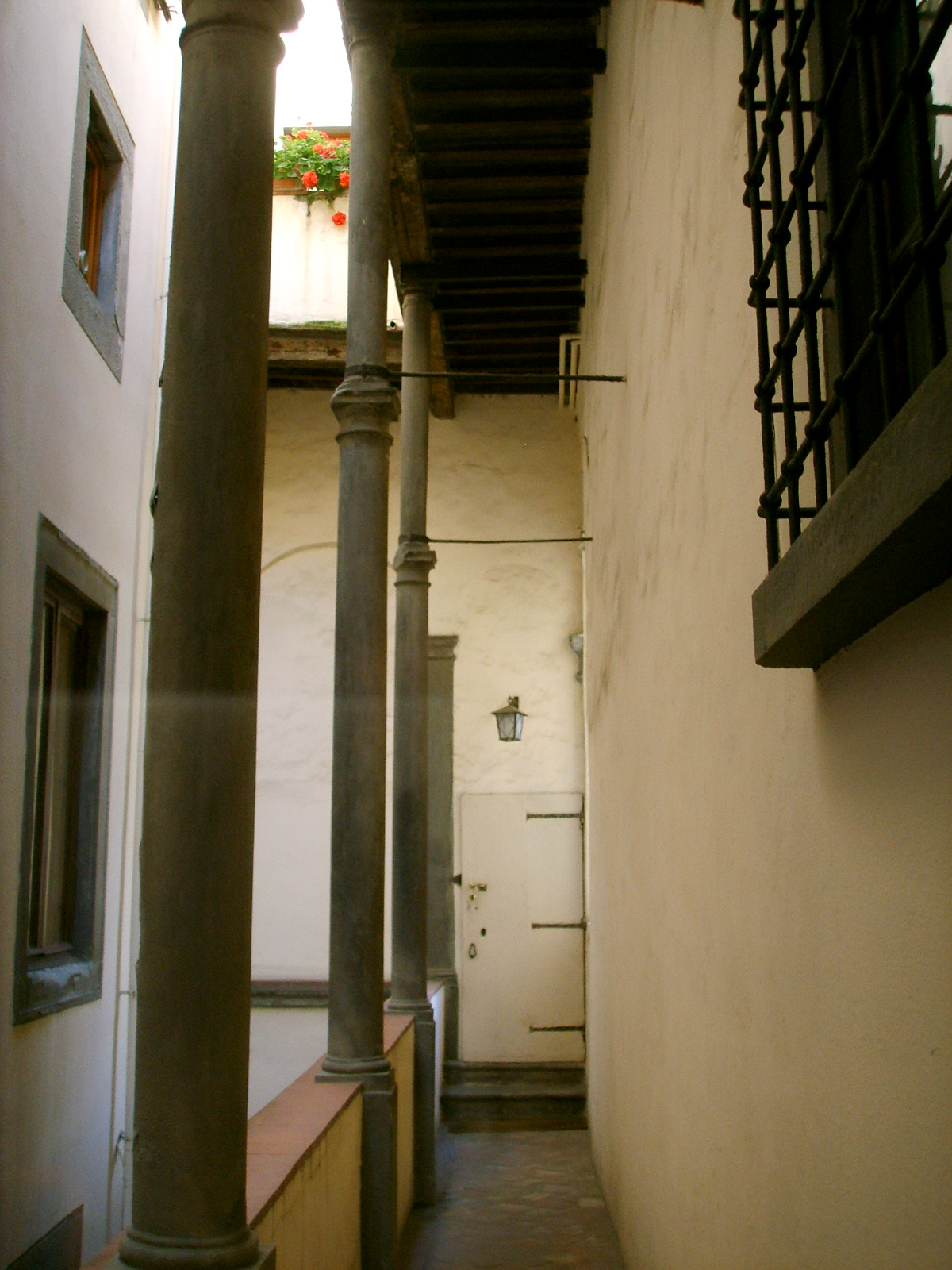
Loggetta intérieure.
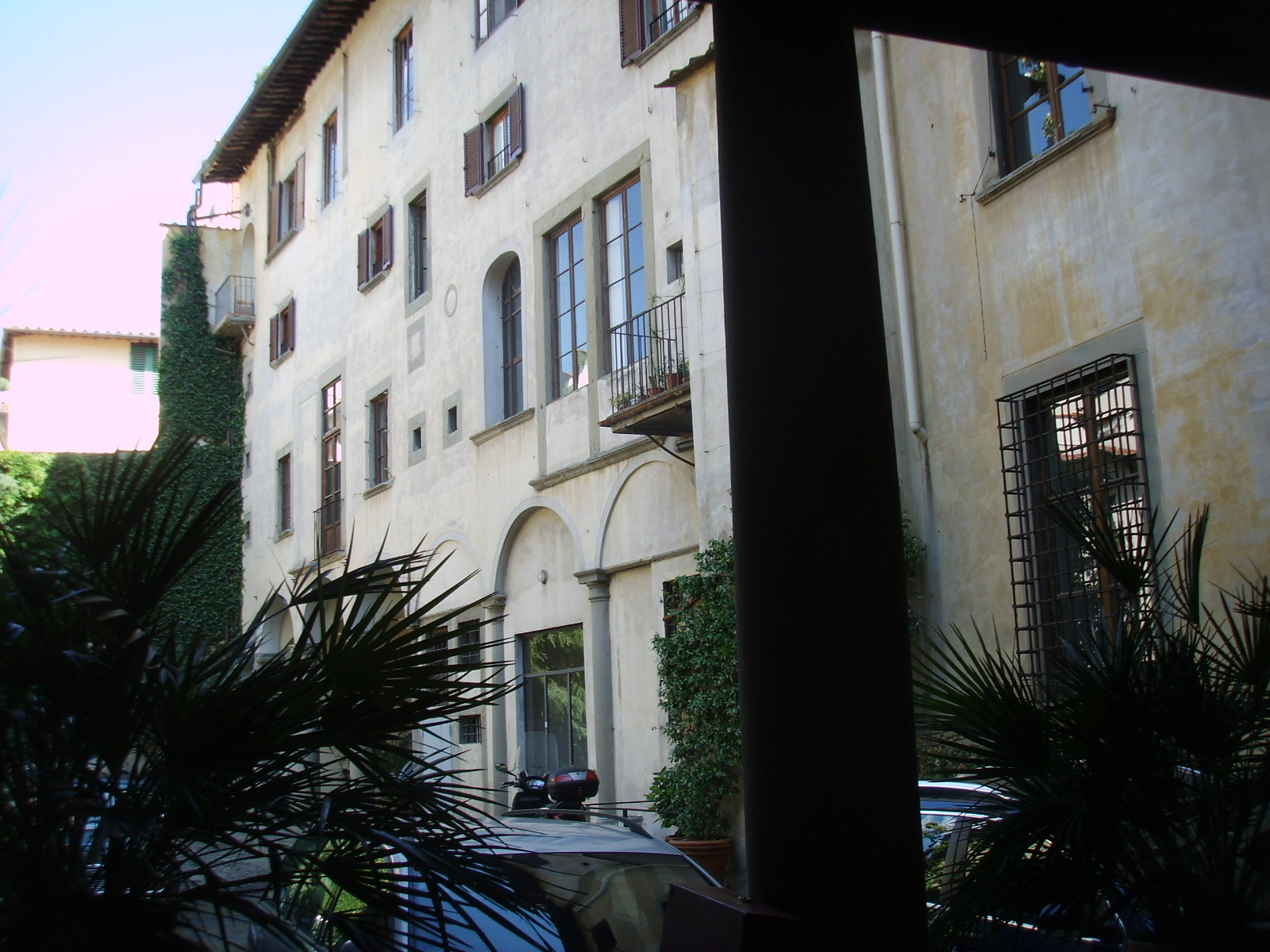
Cour.